# Вудсайд (Делавэр)
Вудсайд (англ. Woodside) — город в округе Кент в штате Делавэр США. По данным переписи 2020 года, численность населения составляла 190 человек.

## Население
| 2010 | 2020 |
| ---- | ---- |
| 181  | ↗190 |